# عداء (مسلسل)
عداء (بالإنجليزية: Feud)‏ مسلسل تلفزيوني أمريكي عُرض على تلفزيون إف إكس، تم تأليفه بواسطة رايان مورفي، جيف كوهين، مايكل زام، وتم عرضه لأول مرة في 5 مارس عام 2017.
يتكون الموسم الأول من ثماني حلقات، وقد حمل عنوان بيتي وجوان حيث يروي قصة التنافس بين بيت ديفيس وجوان كراوفورد أثناء وبعد إنتاج فيلم ما حدث للطفل جين؟ الذي تم إصداره سنة 1962، هذا وقد بدأ الترويج لهذا الموسم منذ فبراير عام 2017. أما الموسم الثاني فقد حمل عنوان تشارلز وديانا، حيث تركزت السلسلة حول العلاقة بين الأمير تشارلز وديانا أميرة ويلز، ومن المتوقع أن العرض الأول لهذه السلسلة سيبدأ بحلول عام 2018.

## ملخص المسلسل

### الموسم الأول
حمل الموسم الأول من مسلسل عداء عنوان بيت وجوان، حيث يتناول فيه المخرج قصة المعركة وكواليسها والتنافس الذي دار بين كل من بيت (سوزان سارندون) وجوان كراوفورد (جيسيكا لانج) أثناء وبعد مرحلة الإنتاج من عام 1962 لفيلم ما حدث للطفل جين؟ .

### الموسم الثاني
أعلنت شركة إف إكس عن اقتراب إصدار الجزء الثاني من السلسلة والذي من المتوقع أن تتكون من 10 حلقات كاملة، حيث أن الموسم الثاني جاء مخالفا هذه المرة عن سابقه، فقد حمل عنوان تشارلز وديانا، ويركز فيه المخرج على العلاقة بين الأمير تشارلز وديانا أميرة ويلز.

## بطولة

### الموسم الأول

#### الرئيسية
- جيسيكا لانج في دور جوان كراوفورد
- سوزان سارندون في دور بات ديفيز
- جودي ديفيس في دور هيدا هوبر
- جاكي هوفمان في دور ماماكيتا
- ألفريد مولينا في دور مخرج والمنتج روبرت ألدريتش
- ستانلي توتشي في دور وارنر برذرز
- أليسون رايت في دور بولين جيمسون

#### الثانوية
- كاثرين زيتا جونز في دور أوليفيا دي هافيلاند: صديقة ديفيس
- كاثي بيتس في دور جوان بلونديل: صديقة ديفيس كما أنها الممثلة التي شاركت وثائقي عن كروفورد سنة 1970
- كيرنان شيبكا في دور ميريل: ابنة ديفيس
- ريد دياموند في دور بيتر
- جويل كيلي في دور آدم فريدمان: ممثل أفلام وثائقية
- مولي بريس في دور هارييت ألدريتش: زوجة روبرت ألدريتش
- كين ليرنر في دور مارتي: وكيل كروفورد

## التسويق
قام ميرفي بعدة مقابلات حول الموسم الأول بيت وجوان خلال عام 2017، حيث صرح لهيئة أبوظبي للسياحة والثقافة عن اقتراب إصدار الحلقة الأولى من المسلسل. تم التلويح بأن العرض الأول سيتم إصداره في 19 يناير 2017، أما الثاني فسيكون في اليوم التالي. وفي نفس الأسبوع ظهرت لانج وساراندون على غلاف مجلة إنترتينمنت ويكلي.
أصدرت إف إكس عن دعابة أخرى في 23 يناير عن الموعد المحدد لعرض المسلسل لكنه لم يُعرض في ذلك الوقت. كان مسلسل بيت وجوان حاضرا على السجادة الحمراء في العرض الأول في المسرح الصيني في لوس أنجلوس بتاريخ 1 مارس 2017.

## استقبال

### الانتقادات
تلق الموسم الأول من مسلسل العداء مراجعات إيجابية للغاية مع الثناء على أداء كل من ساراندون ولانج. وقد حصل هذا الموسم على تقييم 89% في موقع روتن توميتوز بناء على 75 رأيا، مع متوسط تقييم بلغ 8.1/10. كما حصل على تقييم 81 من أصل 100 على ميتاكريتيك على أساس 44 تصويتا من النقاد. أما جريدة بيبول فقد سمت السلسلة بـ «المسلية». في حين أن ذا أتلانتيك وصفت الحلقات الأولى باسم «حلقات ماهرة ومرضية» ولكنها أشارت إلى أنه 
.
أما إيميلي نوسباوم فقد كتبت في مجلة النيويوركر أنها تُشيد بأداء مورفي الطموح، كما أشادت بكل النجوم مُعتبرة أن السلسة كانت رائعة

### التقييم
تمكنت الحلقة الأولى من جلب مجموع مشاهدين بلغ 2.26 مليون، كما وصف موقع Deadline.com بأنها _الحلقة_ كانت «رائعة» مما جعلها الأكثر مشاهدة في الإف إكس لهذا الأسبوع.
| رقم الحلقة | العنوان                                        | العنوان الأصلي                                     | تاريخ الإصدار | تصتيف نيلسن | عددد المشاهدين (مليون) | مسجل فيديو رقمي | عدد المشاهدين (مليون) | المجموع   | محموع المشاهدين (مليون) |
| ---------- | ---------------------------------------------- | -------------------------------------------------- | ------------- | ----------- | ---------------------- | --------------- | --------------------- | --------- | ----------------------- |
| 1          | الطيار                                         | Pilot                                              | 5 مارس 2017   | 0.5         | 2.26                   | 0.4             | 1.54                  | 0.9       | 3.79                    |
| 2          | المرأة الأخرى                                  | The Other Woman                                    | 12 مارس 2017  | 0.3         | 1.32                   | 0.4             | غير معروف             | 0.7       | 2.78                    |
| 3          |                                                | Mommie Dearest                                     | 19 مارس 2017  | 0.3         | 1.08                   | 0.4             | غير معروف             | 0.7       | 2.54                    |
| 4          | خده، أو اتركه                                  | More, or Less                                      | 26 مارس 2017  | 0.3         | 1.21                   | 0.3             | غير معروف             | 0.6       | 2.54                    |
| 5          | والفائز هو... (جائزة الأوسكار سنة 1963)        | And The Winner is ... (The Oscars of 1963)         | 2 أبريل 2017  | 0.4         | 1.36                   | 0.4             | غير معروف             | 0.8       | 2.76                    |
| 6          | هاغسبواتايشن                                   | Hagsploitation                                     | 9 أبريل 2017  | 0.3         | 1.06                   | غير معروف       | غير معروف             | غير معروف | غير معروف               |
| 7          | أباندونيد                                      | Abandoned                                          | 16 أبريل 2017 | 0.4         | 1.31                   | غير معروف       | غير معروف             | غير معروف | غير معروف               |
| 8          | هل تعني كل هذا الوقت أنه لن يكون لدينا أصدقاء؟ | You Mean All This Time We Could Have Been Freinds? | 23 أبريل 2017 | 0.3         | 1.30                   | غير معروف       | غير معروف             | غير معروف | غير معروف               |

## الجدل
في 30 حزيران/يونيو 2017، أي قبل يوم واحد لها من إكمال 101 سنة، رفعت الممثلة أوليفيا دي هافيلاند دعوى قضائية ضد السلسلة بدعوى انتحال شخصيتها دون إذن منها وذلك من خلال إحضار وتصوير شخصية تُشبهها كثيرا. هذا وقد دافعت الممثلة عن سبب رفعها الدعوى قائلة أن هذه السلسلة التي تشبه الوثائقي تجعل المشاهدين يعتقدون أن تصريحات الممثلة الشبيهة لها هي حقا دي هافيلاند، مع العلم أن هذه التصريحات غير دقيقة ولم تقع لها مثل هذه الأشياء في الحياة الحقيقية.

## روابط خارجية
- عداء على موقع IMDb (الإنجليزية)
- عداء على موقع ميتاكريتيك (الإنجليزية)
- عداء على موقع روتن توميتوز (الإنجليزية)
- عداء على موقع كينوبويسك (الروسية)
- عداء على موقع ألو سيني (الفرنسية)
- عداء على موقع قاعدة بيانات الفيلم (الإنجليزية)